# Nerf sacré

Les nerfs sacrés sont les cinq paires de nerfs spinaux émergeant de la partie inférieure de la moelle spinale. Ils sont notés S1 à S5.

## Origine
Les nerfs sacrés comme les autres nerfs spinaux naissent de la fusion d'une racine antérieure motrice et d'une racine postérieure sensitive issues de la moelle spinale.

## Trajet
Les nerfs sacrés parcourent un trajet vertical dans le canal vertébral à partir de la deuxième vertèbre lombaire puis les nerfs se divisent en une branche antérieure qui émerge par le foramen sacré antérieur, et une branche postérieure qui émerge par le foramen sacré postérieur.

### Rameaux postérieurs
Les rameaux postérieurs se divisent en un rameau médial, un rameau latéral et un rameau cutané postérieur.
Les branches latérales des trois premiers nerfs sacrés sont les nerfs cluniaux moyens.

### Rameaux antérieurs
Les rameaux antérieurs des nerfs sacrés forment le plexus sacral, le plexus honteux et le plexus coccygien.

## Territoire musculaire

### Premier nerf sacré
| Muscle                              | via |
| ----------------------------------- | --- |
| Muscle grand glutéal                |     |
| Muscle moyen glutéal                |     |
| Muscle petit glutéal                |     |
| Muscle tenseur du fascia lata       |     |
| Muscle piriforme                    |     |
| Muscle obturateur interne           |     |
| Muscle jumeau inférieur             |     |
| Muscle jumeau supérieur             |     |
| Muscle carré fémoral                |     |
| Muscle semi-tendineux               |     |
| Muscle gastrocnémien                |     |
| Muscle long fléchisseur de l'hallux |     |
| Muscle abducteur du petit orteil    |     |
| Muscle carré plantaire              |     |

### Deuxième nerf sacré
| Muscle                               | via |
| ------------------------------------ | --- |
| Muscle sphincter externe de l’urètre |     |
| Muscle grand glutéal                 |     |
| Muscle piriforme                     |     |
| Muscle obturateur interne            |     |
| Muscle jumeau supérieur              |     |
| Muscle semi-tendineux                |     |
| Muscle gastrocnémien                 |     |
| Muscle long fléchisseur de l'hallux  |     |
| Muscle abducteur du petit orteil     |     |
| Muscle carré plantaire               |     |

### Troisième nerf sacré
| Muscle                               | via |
| ------------------------------------ | --- |
| Muscle ilio-coccygien                |     |
| Muscle pubo-rectal                   |     |
| Muscle coccygien                     |     |
| Muscle sphincter externe de l’urètre |     |
| Muscle jumeau supérieur              |     |

### Quatrième nerf sacré
| Muscle                               | via |
| ------------------------------------ | --- |
| Muscle ilio-coccygien                |     |
| Muscle pubo-rectal                   |     |
| Muscle coccygien                     |     |
| Muscle sphincter externe de l’urètre |     |
| Muscle sphincter externe de l'anus   |     |

### Cinquième nerf sacré
| Muscle           | via |
| ---------------- | --- |
| Muscle coccygien |     |